# Ломница (област Кюстендил)
Вижте пояснителната страница за други значения на Ломница.
Ломница е село в Западна България. То се намира в община Кюстендил, област Кюстендил.

## География
Село Ломница се намира в географската област Каменица, в планински район, в Чудинската планина, по двата склона на Ломничка река и Ломнички рид.
Разпръснат тип селище, съставено от 9 махали: Селото, Милошево орниче, Грамаге, Бабадонина, Маркови падини, Джурина, Равно буче, Попов дол и Щърбец (присъединена 1971 г. към с. Горановци).
Климат – умерен, преходно-континентален.
Името на селото идва от „лом“ – стръмно място.
През годините селото принадлежи към следните административно-териториални единици: Община Ломница (1949-1958), община Драговищица (1958-1961), община Долно Уйно (1961-1978), община Драговищица (1978 – 1987) и Община Кюстендил (от 1987 г.). 

## Население
| Година    | 1880 | 1900 | 1926 | 1934 | 1946 | 1956 | 1965 | 1975 | 1984 | 2010 |
| Население | 390  | 499  | 707  | 701  | 638  | 533  | 265  | 158  | 126  | 56   |

## История
Останките от късноантично селище и градище свидетелстват, че района е населяван от дълбока древност. Епиграфският паметник от Ломница, какъвто представлява античния олтар със седем реда надпис, свидетелства за концесионер на рудници в тракийските земи от времето на римския император Септимий Север.
Ломница просъществува като средновековно селище. Споменато е в Рилската грамота на цар Иван Шишман (1371 - 1395) от 1378 г. за дарените селища на Рилския манастир „Свети Иван Рилски“.
В стари писмени извори е записано като Ломница (1448), Ломнидже (1453) и Ломниче (1624). В турски данъчни документи от 1570-1572 г. е посочено под името Долна Ломница като тимар към нахия Славище на Кюстендилския санджак с 1 мюсюлманско и 35 християнски домакинства, 21 ергени и 3 бащини. В руска триверстова карта от 1878 г. е означено като Ломница.
През 1869 г. е построена църквата „Свети Георги“.
В края на XIX век селото има 8505 декара землище, от които 3440 дка гори, 3660 дка ниви, 1205 дка мери и 200 дка естествени ливади и се отглеждат 618 овце, 897 кози, 212 говеда, 74 коня. Основен поминък на селяните са земеделието (основно ръж, овес и ечемик) и животновъдството (овце). Развити са домашните занаяти. Част от мъжете са сезонни строителни работници.
В селото има училище от 1881 г., като през 1928-29 г. е открито махленско училище в махала Джурина, а от 1930 г. училището е в собствена сграда.
През 1951 г. е създадено читалище „Прогрес“. Открити са пощенска станция, фелдшерски пункт, здравен пункт.
През 1956 г. е учредено ТКЗС „Дружба“, заедно със селата Ивановци, Чудинци и Кършалево, което от 1979 г. е в състава на АПК – с. Драговищица.
Селото е електрифицирано (1970), повечето махали са водоснабдени. Пътят до селото и площада са асфалтирани.
Активни миграционни процеси.

## Религии
Село Ломница принадлежи в църковно-административно отношение към Софийска епархия, архиерейско наместничество Кюстендил. Населението изповядва източното православие.

## Исторически, културни и природни забележителности
- Възрожденска църква „Свети Георги“. Построена е през 1869 г. Представлява голяма трикорабна църква с по два реда от по четири колони. Средният таван е полуцилиндричен, а страничните са плоски. От западната страна е изградена нартика с колони, които поддържат отделението за хора. Иконостасът е дървена направа без резба, изпълнен с растителни мотиви. Иконите са рисувани вероятно от живописеца Иван Доспевски (иконата на Христос носи дата 1869 г. и инициали Ив. Д.).

- Оброк „Свети Спас“. Намира се на около 1,7 км североизточно от църквата в местността „Манастира“, махала Вучи дол. Отбелязан е с малка дървена къщичка и дървен кръст.

- Оброк. Намира се на около 0,8 км южно от църквата в местността „Манастира“, махала Вучи дол. Отбелязан е с малка дървена къщичка. Служба на Илинден с курбан.

- Оброк. Намира се на около 1,6 км западно от църквата, в местността „Грамади“, при махала Попов дол. Оброчището е оградено от три страни със зид от суха каменна зидария и заобиколено от стари дъбове. Служба на Спасовден.

- Оброк. Намира се на около 2,1 км североизточно от църквата, в местността „Кулата“. Служби на Спасовден, Света Троица, Петровден, Илинден, Голяма Богородица.

## Редовни събития
- Селски събор – провежда се ежегодно в първата събота от месец септември.

## Личности
- Пейчо Станков – първия кмет на Ломнишката селска община след Освобождението (1883).
- Юрдан Мицов (1877 – ?), български революционер от ВМОРО, четник на Атанас Бабата[4]
- Иван Вукадинов (1932 ) художник